# Bubble Guppies
Bubble Guppies är en amerikansk/kanadensisk tecknad animerad serie för barn. Premiär 2011. Sänds i Nick Jr.

## Handling
Serien är ett stort undervattensäventyr uppbyggt i en uppseendeväckande 3D CGI värld av vajande tång-skogar, fantastiska korallrev och färgrika trädgårdar. Barnen lär sig genom sånger, danser och skratt. Serien genomsyras av pop, rock, country och hip-hop musik. Denna serie handlar om barn som går i en Korallskola.

## Karaktärer
- Molly - Molly är en liten sjöjungfru och har ett rosa peruk. Hon kallar sin kompis Gil för "Gilly". Hon brukar alltid göra ett skämt med Gil när programmet börjar.
- Gil - Gil är en sjöman med hans kompisar Molly och Bubbel Puppy. Hans skämt är att han beter sig som en pajas.
- Goby - Goby är en afrikansk sjöman. Och hans bästa kompis är Gil.
- Deema - Deema är en sjöjungfru. Hon har ett gult peruk.
- Oona - Oona är en sjöjungfru. Hennes favoritfärg är lila.
- Nonny - Nonny är en smart sjöman . Han har på sin cyklop och är ett vetenskaps geni.
- Bubbel Puppy - Bubbel Puppy är en adopterad liten valpfisk och är Gils husdjur.
- Herr Grouper - Herr Grouper är en stor fisk och är en lärare. Han lär barn matematik och lösa gåtor.